# كأس الاتحاد الإنجليزي 1978–79
كأس الاتحاد الإنجليزي 1978–79 (بالإنجليزية: 1978–79 FA Cup)‏ هو الموسم 98 من  كأس الاتحاد الإنجليزي. الذي يشرف على تنظيمه الاتحاد الإنجليزي لكرة القدم، وفاز فيه نادي أرسنال.